# Scepsis
Scepsis (en grec Σκέψις) est une ville antique de Mysie, située sur le site du village actuel de Kurşuntepe, près de Bayramiç, en Turquie. 

## Histoire
Scepsis fut un temps ville-état platonicienne, comme l'était Atarnée, entre autres. Elle est connue pour être le lieu où Nélée de Scepsis, un élève de Théophraste, cacha des œuvres d'Aristote et de Théophraste pour qu'elles ne soient pas emportées par Attale Ier lorsqu'il fonda la bibliothèque de Pergame. Ces œuvres furent rachetées à l'époque de Sylla par Apellicon.
C'est le lieu de naissance de :
- Coriscos, élève de Socrate, et son fils Nélée de Scepsis
- Démétrios de Scepsis, géographe grec du IIe siècle av. J.-C.
- Métrodore de Scepsis, un philosophe, politicien et rhéteur du Ier siècle av. J.-C.

## Fouilles archéologiques
Les ruines de Scepsis sont fouillées par l'archéologue allemand Heinrich Schliemann et l'archéologue britannique Frank Calvert au XIXe siècle. En 1990, des fouilles d'urgence sont menées en raison de la montée des eaux du bassin de retenue du barrage de Bayramiç : des bains et une église datant de la période romaine et byzantine sont alors mises au jour avant d'être submergées avec le reste des ruines. Lors d'une sécheresse en juin 2024, l'eau baisse assez pour découvrir ces vestiges .